# Новгород-Северское наместничество
Но́вгород-Се́верское наме́стничество — административно-территориальная единица (наместничество) Российской империи, существовавшая в 1781—1796 годах. Административным центром являлся город Новгород-Северский. В некоторых источниках Новгород-Северское наместничество фигурирует как «Новгород-Северская губерния».

## История
16 (27) сентября 1781 года был издан указ Екатерины II «Об учреждении Новгородского-Северского наместничества», в котором говорилось:
«…Всемилостивейше повелеваем Нашему Генералу-Фельдмаршалу и Малороссийскому Генералу-Губернатору Графу Румянцову-Задунайском в Генваре следующего 1782 года исполнить по учреждениям Нашим от 7 Ноября 1775 года, в Новгородском-Северском Наместничестве, составя оное из одиннадцати уездов, и, именно: Новгородского-Северского, Стародубского, Погарского, Мглинского, Глуховского, Кролевецкого, Коропского, Сосницкого, Конотопского, Новоместского и Суражского, вследствие чего местечки, по коим названы уезды, так как село Засуху под названием Новое Место, а и деревню Суражичи под названием Сураж на Ипути переименовать городами»
Новгород-Северское наместничество было образовано из территории Стародубского и частично Нежинского и Черниговского полков.
До настоящего времени сохранилось следующее описание герба Новгород-Северского наместничества:
«В зелёном поле часть стены городския с воротами, над которыми башня со звездою, а по сторонам копье и сабля золотые»
В 1796 году наместничество было упразднено, его территория включена в состав Малороссийской губернии, а с её упразднением (1802) — в состав Черниговской губернии.

## Административное деление

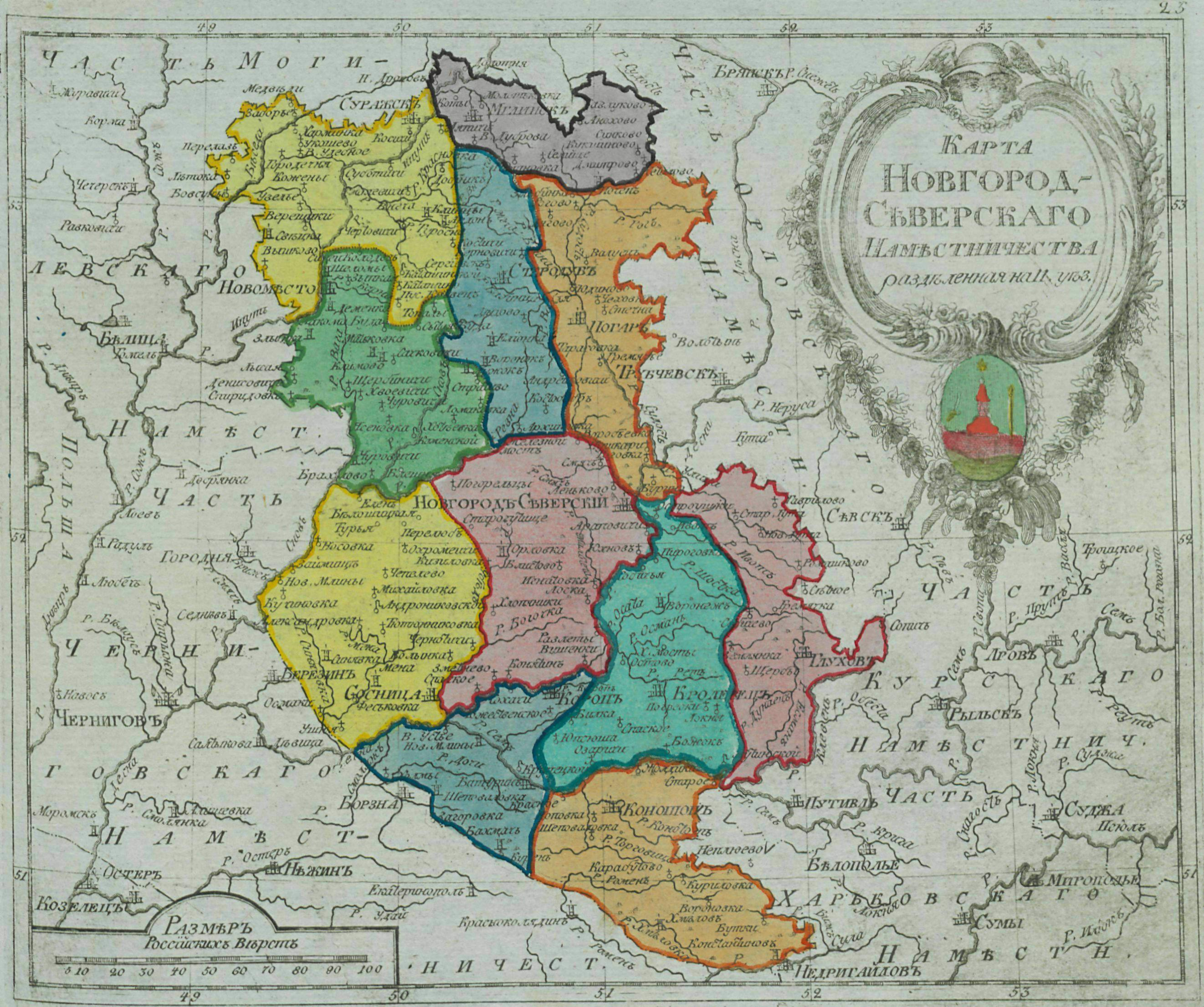
Карта Новгород-Северского наместничества, разделённая на 11 уездов

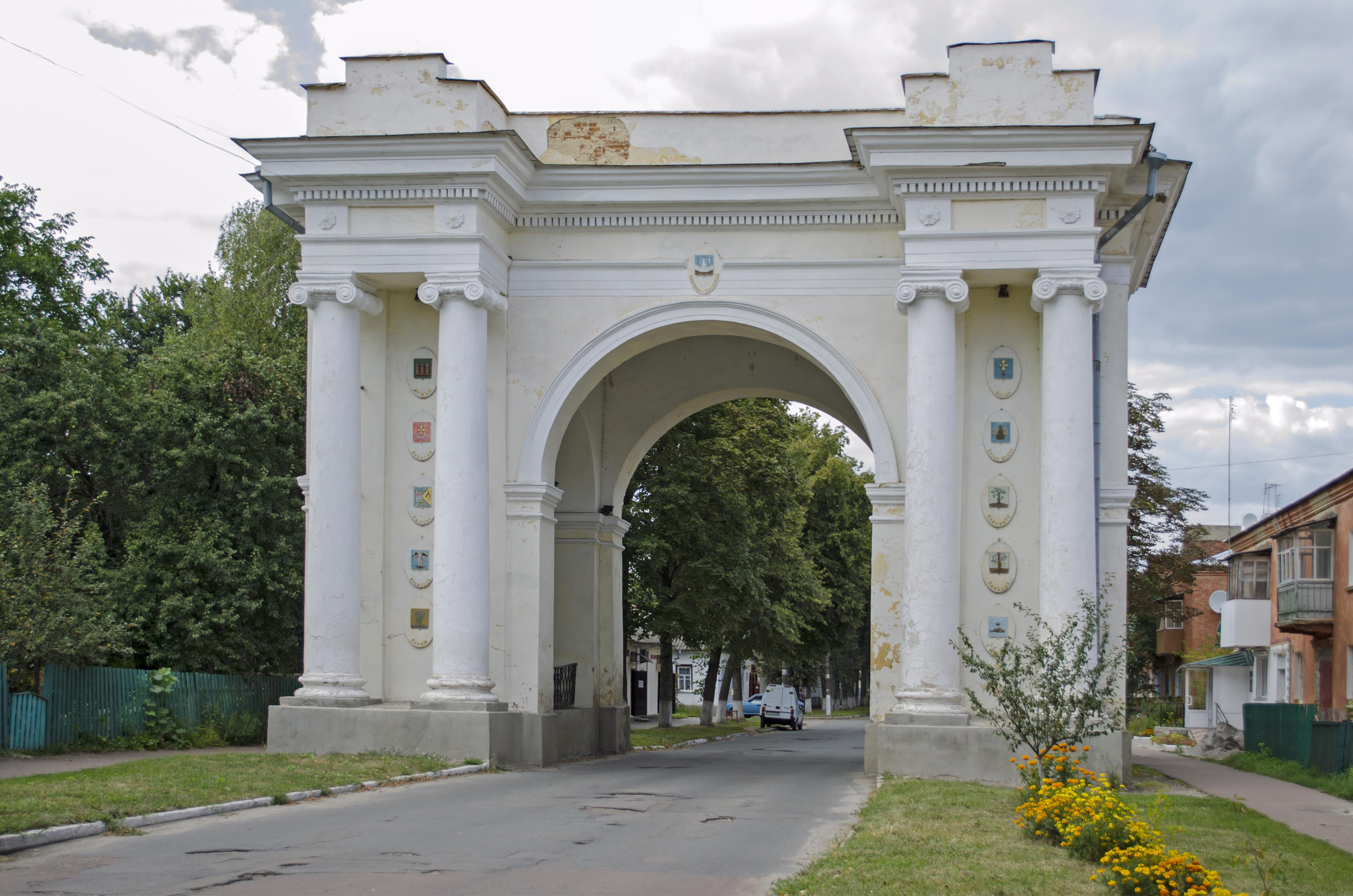
Триумфальная арка с гербами уездных городов наместничества

Новгород-Северское наместничество делилось на 11 уездов:
- Глуховский уезд (центр — город Глухов)
- Конотопский уезд (центр — город Конотоп)
- Коропский уезд (центр — город Короп)
- Кролевецкий уезд (центр — город Кролевец)
- Мглинский уезд (центр — город Мглин)
- Новгород-Северский уезд (центр — город Новгород-Северский)
- Новоместский уезд (центр — город Новое Место)
- Погарский уезд (центр — город Погар)
- Сосницкий уезд (центр — город Сосница)
- Стародубский уезд (центр — город Стародуб)
- Суражский уезд (центр — город Сураж на Ипути)

## Руководители наместничества

### Генерал-губернаторы
- 1782—1796 — Румянцев-Задунайский, Пётр Александрович
  - 1790—1793 — Кречетников, Михаил Никитич, испр. должность
  - 1793—1794 — Игельстром, Осип Андреевич, испр. должность

### Правители наместничества
- 1782—1783 — Журман, Илья Васильевич
- 1785—1792 — Бибиков, Илья Богданович
- 1793—1794 — Завадовский, Яков Васильевич
- 1795—1796 — Алексеев, Ларион Спиридонович